# Emily Cross
Pour les articles homonymes, voir Cross.
Emily Ruth Cross, née le 15 octobre 1986 à Seattle, est une escrimeuse américaine ayant pour arme le fleuret.

## Carrière
Emily Cross participe aux épreuves individuelle et collective de fleuret lors des Jeux olympiques d'été de 2008 à Pékin  ; elle est éliminée au deuxième tour dans l'épreuve individuelle par la Chinoise Su Wanwen et remporte une médaille d'argent en épreuve par équipes avec Hanna Thompson et Erinn Smart.